# Ходачув
Ходачув (пол. Chodaczów) — село в Польщі, у гміні Гродзисько-Дольне Лежайського повіту Підкарпатського воєводства.
Населення — 563 особи (2011).
У 1975-1998 роках село належало до .

## Демографія
Демографічна структура станом на 31 березня 2011 року:
|          | Загалом | Допрацездатний вік | Працездатний вік | Постпрацездатний вік |
| -------- | ------- | ------------------ | ---------------- | -------------------- |
| Чоловіки | 283     | 62                 | 186              | 35                   |
| Жінки    | 280     | 55                 | 163              | 62                   |
| Разом    | 563     | 117                | 349              | 97                   |